# Lagos Open 1985
Il Lagos Open 1985 è stato un torneo di tennis facente parte della categoria ATP Challenger Series nell'ambito dell'ATP Challenger Series 1985. Il torneo si è giocato a Lagos in Nigeria dal 18 al 24 febbraio 1985 su campi in terra rossa.

## Vincitori

### Singolare
Nduka Odizor ha battuto in finale  Thomas Muster con il punteggio di 6–3, 6–3

### Doppio
Egan Adams /  Mark Wooldridge hanno battuto in finale  Peter Elter /  Peter Feigl con il punteggio di 6–4, 6–4